# Worldwide (альбом Audio Adrenaline)
Worldwide — седьмой студийный альбом американской христианской рок-группы Audio Adrenaline, выпущенный 25 февраля 2003 года на лейбле ForeFront Records.
Альбом получил премию «Грэмми» 2004 года в номинации «Лучший рок-госпел альбом» (Grammy Award for Best Rock Gospel Album).

## Отзывы
| Оценки критиков     | Оценки критиков |
| Источник            | Оценка          |
| ------------------- | --------------- |
| AllMusic            | [ 1 ]           |
| Jesus Freak Hideout | [ 2 ]           |

Альбом получил положительные отзывы от музыкальных критиков. Стив Лоузи из AllMusic поставил альбому 4 звезды из 5, похвалив вокал Марка Стюарта и игру Тайлера Буркума. Джон ДиБиасе из Jesus Freak Hideout поставил альбому 3,5 звезды из 5, написав, что альбом «предлагает некоторые из самых запоминающихся моментов для группы». Несмотря на критику трека «Start a Fire» за то, что он слишком контрастирует с остальной частью альбома, ДиБиасе завершает свою рецензию словами: «Worldwide — отличный альбом для начала многообещающего года для релизов в CCM и легко станет одним из лучших проектов 2003 года»..
Альбом получил премию «Грэмми» 2004 года в номинации «Лучший рок-госпел альбом» (Grammy Award for Best Rock Gospel Album).

## Коммерческие показатели
Альбом занял 116-е место в американском основном хит-параде Billboard 200 и 4-е в чарте Christian Albums.

## Музыкальные видеоклипы
Было выпущено два концертных клипа на песни «Church Punks» и «Leaving Ninety-Nine».

## Список композиций
Слова и музыка всех песен — Tyler Burkum, Ben Cissell, Bob Herdman, Will McGinniss и Mark Stuart, кроме указанных.
| №                   | Название                    | Автор(ы)                                                     | Длительность |
| ------------------- | --------------------------- | ------------------------------------------------------------ | ------------ |
| 1.                  | «Worldwide: One»            |                                                              | 3:23         |
| 2.                  | «Church Punks»              |                                                              | 1:45         |
| 3.                  | «Dirty»                     |                                                              | 3:00         |
| 4.                  | «Go and Be»                 | Charlie Peacock, Burkum, Cissell, Herdman, McGinniss, Stuart | 3:08         |
| 5.                  | «Pierced[a]»                |                                                              | 3:43         |
| 6.                  | «Strong»                    |                                                              | 3:19         |
| 7.                  | «Pour Your Love Down»       |                                                              | 4:12         |
| 8.                  | «Leaving 99[a]»             |                                                              | 3:26         |
| 9.                  | «Miracle[a]»                |                                                              | 3:14         |
| 10.                 | «Worldwide: Two»            |                                                              | 3:14         |
| 11.                 | «Start a Fire»              |                                                              | 3:53         |
| 12.                 | «Ocean Floor» (Radio Remix) |                                                              | 4:15         |
| Общая длительность: | Общая длительность:         | Общая длительность:                                          | 40:32        |

Замечания
- a  появляется на Adios: The Greatest Hits

## Участники записи
- Марк Стюарт — вокал
- Тайлер Буркум — гитара, вокал
- Уилл МакГиннисс — бас, вокал
- Бен Сисселл — барабаны, вокал